# Maria-Magdalenakerk (Hatshausen)
De Maria-Magdalenakerk  (Maria-Magdalena-Kirche) is een lutherse zaalkerk uit 1783 in Hatshausen in de Oost-Friese gemeente Moormerland (Nedersaksen).

## Geschiedenis
De beide aan elkaar grenzende dorpen Hatshausen en Ayenwolde ontstonden in de 13e of 14e eeuw als twee zelfstandige kerkelijke gemeenten, die behoorden bij het bisdom Münster. Tijdens de reformatie sloten de beide veendorpen zich aan bij de lutherse leer. Om financiële redenen werden toen de beide dorpen tot één kerkelijke gemeente samengevoegd. Nadat de kerk in Ayenwolde in 1461 bouwvallig werd, volgde de sloop ervan. De vrijgekomen stenen werden hergebruikt voor de aanleg van de dwingel van Aurich en renovatiewerkzaamheden aan de kerk van Hatshausen. Het patrocinium van Maria Magdalena werd van de Ayenhauser kerk overgenomen. In 1680 volgde de bouw van een eerste gemeenschappelijke kerk op de plaats van de oude Hatsenhauser kerk. 
De huidige kerk werd in 1783 precies op de grens van beide plaatsen gebouwd, naar een ontwerp van Wilhelm Nannen met een schilddak en rondbogige ramen. Deze dorpsgrens loopt dwars door de deur, de toren, het altaar en de kansel. De klokkentoren, die ook als ingangsportaal dienstdoet, werd in het jaar 1808 aan de zuidelijke kant aangebouwd.

## Interieur

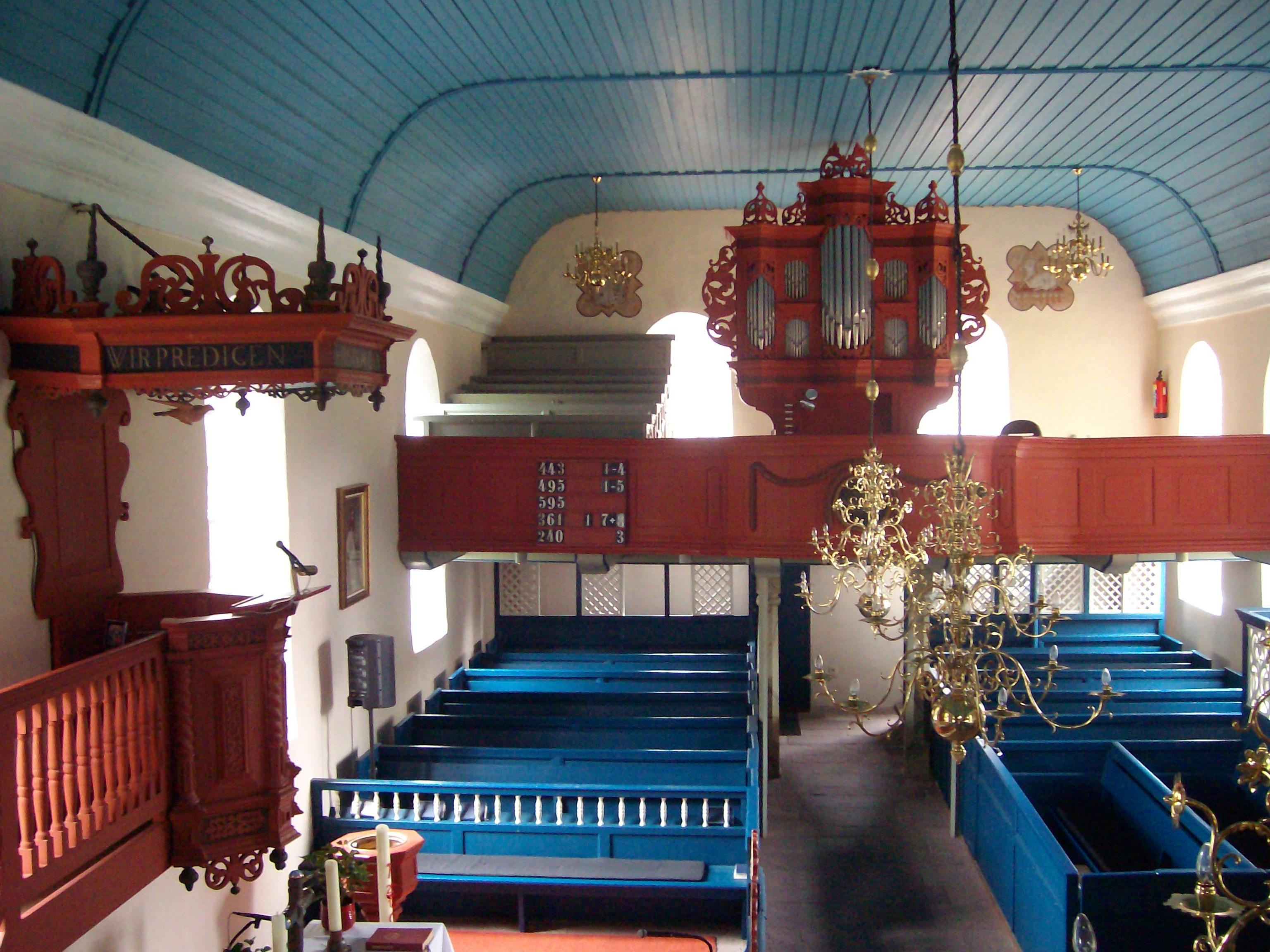
Overzicht interieur

Het eenvoudige interieur heeft een vlak houten plafond. De kansel is afkomstig uit de oude kerk en bevindt zich samen met het altaar tegenover de ingang aan de noordelijke muur. Aan de westelijke muur staat de orgelgalerij. De altaarruimte wordt door een versierd hek van de overige ruimte afgeschermd. In de kerk hangen geschonken kroonluchters uit 1785, 1786 en 1895.
Tot de vasa sacra behoren een romaanse pateen, een vermoedelijk uit de 17e eeuw stammende kelk, een kan en een doosje uit 1899 en een ziekenkelk van na de Tweede Wereldoorlog.

## Orgel
In 1792 begon Johann Hinrich Klapmeyer met de bouw van een nieuw orgel in de kerk, dat 12 registers over twee manualen en aangehangen pedaal telde. Na zijn dood nam Johann Gottfried Rohlfs zijn werk over. Rohlfs voltooide het instrument in 1793. Nieuwe instrumenten volgden in 1917 door P. Furtwängler & Hammer en in 1952 door Karl Puchar. Het huidige kerkorgel werd in de jaren 1975–1976 door de orgelbouwfirma Alfred Führer uit Wilhelmshaven gebouwd en bezit vijf registers op één manuaal en aangehangen pedaal. Het bovendeel van de orgelkas stamt van een orgel dat in 1750 door Johann Friedrich Constabel voor de hervormde kerk in Leer-Loga werd gebouwd. Van daar uit werd het orgel in 1893 naar Juist doorverkocht, waar het in 1968 moest wijken voor een grotere nieuwbouw.